# Flamand Blokk
A Flamand Blokk (flamandul Vlaams Blok) egy 1978-ban alapított bevándorlás-ellenes belga (flamand) szélsőjobboldali politikai párt volt. Fő törekvése Flandria önállóságának kivívása volt. Az 1999-es parlamenti választásokon 10%-ot szereztek, de az átütő sikert 2000-ben érték el: Antwerpenben 33%-ot szereztek és több nagyvárosban is sikeresen szerepeltek . A pártot rasszista nézeteik miatt betiltották, így 2004. november 14-én az utódpárt nevét Flamand Érdekpártra változtatták (Vlaams Belang). A párt a flamand mozgalom legjelentősebb tagja volt. Jelszavuk az Eigen Volk Eerst („A saját nép először”) volt.